# 第51高地师
第51高地师是英国陆军的一个步兵师，于1915年至1918年第一次世界大战期间在法国西线作战。该师于1908年作为预备役部队组建，从1915年开始。该师的标志是一个红色圆圈内的风格化“HD”。
在第二次世界大战期间，该师更名为第51（高地）步兵师，并作为预备役部队参战。 1940年6月，第51（高地）步兵师隶属于法国第10集团军，在从索姆河撤退后，该师的大部分被迫向德军投降。在北非，重组的高地师被昵称为“公路装饰师”，参考沿其前进轴线装饰路标的“HD”标志。
至1947年12月，该编队与第 52（低地）步兵师合并成为第51/52苏格兰师， 但在1950年3月，第51师和第52师拆分并重新创建为独立的部队。 第51（高地）师最终于1968年解散。

## 第一次世界大战
第一次世界大战中对该师战斗力的质疑是该师最初在1914年末至1915年初遭到德军毁灭性打击的结果。1914年8月，经过动员，该师的步兵部队由3个团名旅的12个营组成：西福斯和卡梅伦旅、戈登高地旅和阿盖尔和萨瑟兰高地旅。 1914年末西线发生危机，越来越多的后备部队被编入西线正规军
1915年初，高地师的12个高地步兵营中的6个已被派往西线。当该师被命令开往前线时，剩余的可用的兵力不过五成。只有在最后一刻增加了两个黑卫士（皇家高地）营和来自西兰开夏师的北兰开夏旅，该师才得以重新整编。1915年5月，满编的第51高地步兵师被派往西线战场，阻击德军在第二次伊普尔战役中的进攻。但由于这些新加入的战斗单位之间缺乏配合，该师的战力较差。道格拉斯·黑格爵士，当时指挥英国第一集团军，后来指挥整个英国远征军，评论说，第51师在费斯图伯特时期“几乎没有受过训练，而且在所有野战任务中的表现都非常差”。 1915年夏末第51师被派到安静的索姆河前线，在这期间，该师较少与德军交战。 

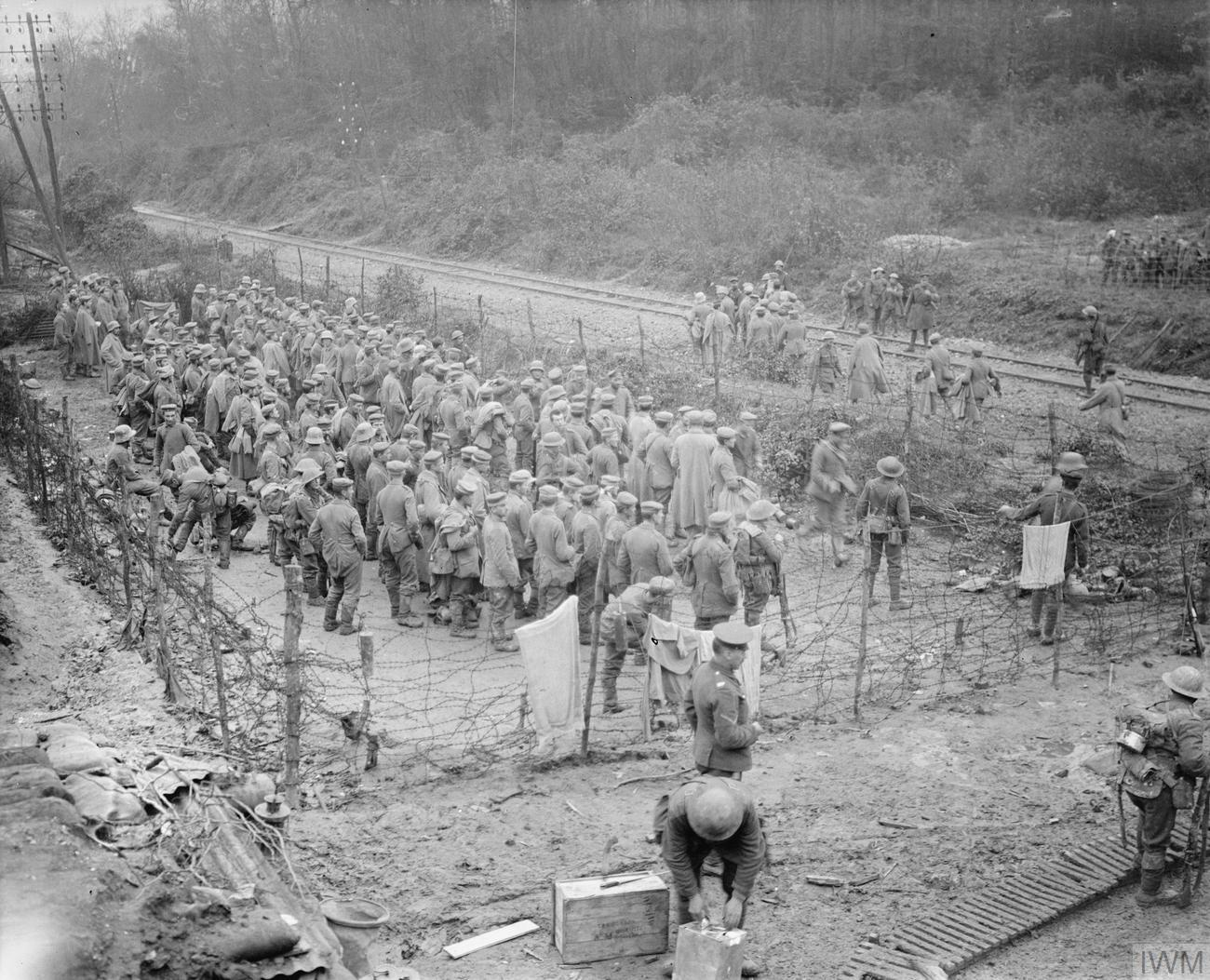
1916年11月13日，第 51高地师在安克雷战役期间于法国博蒙特哈默尔抓获一批敌军俘虏。

直到1916年1月，兰开夏旅（当时重新编号为第 154（第 3 高地）旅，后来成为第164（北兰开夏）旅离开该师，他们的位置由从正规师和原本不属于该师黑卫士兵团（皇家高地人）抽调的部队替补 1916年7月，在索姆河战役期间，第51高地师终于有机会来展示他们的实力，他们袭击了高伍德，并在没有掩体的战场中不断向敌军阵地冲锋。虽然仅获得了有限战果，但他们已经展现了高地人所期望的战斗精神。随着该师的名声越来越大，他们被选中于1916年11月在索姆河攻势即将结束时占领臭名昭著的博蒙特-哈默尔要塞村。

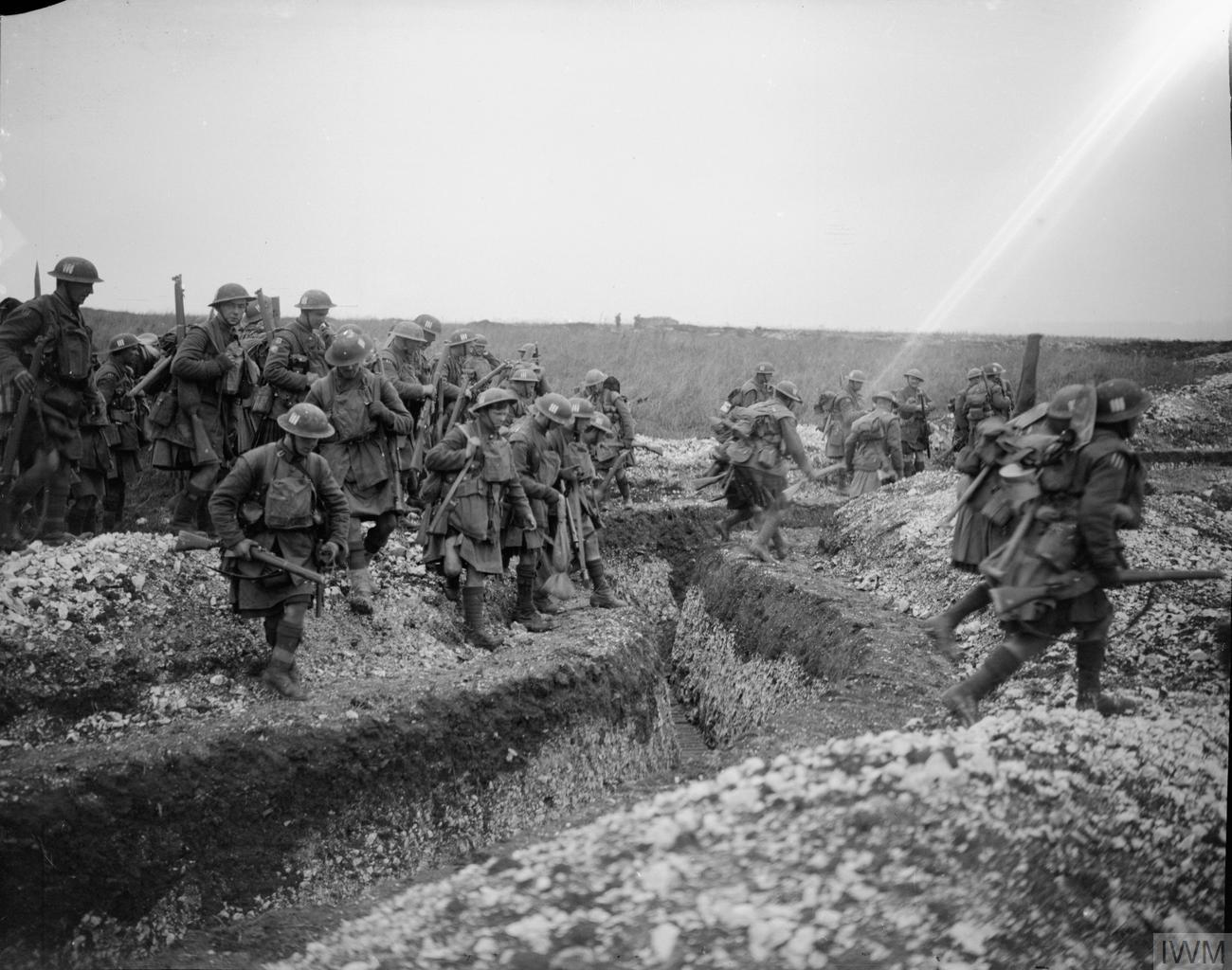
第51高地师的战士于1917年11月20日穿越一处战壕

至1917年，第51师已经被认为是一个优秀的突击主力部队，并在全年中执行越来越艰巨的任务，从4 月的阿拉斯到11月康布雷战役，第51师一次又一次向英国人证明了自己的实力。 
到1918年初，该师与当时英国远征军中的许多其他师一样，由于 在1917年的德军攻势中受到严重损失而战力不足，51高地师和其他几支严重减员的部队被分配到前线的一个安静的地方。不幸的是，德国人偶然地选择了该地点作为他们皇帝会战的目标之一，这是 1918年3月德国对西线的最后一次大规模进攻，目的是在美国远征军抵达之前赢得战争。邻近的葡萄牙远征军首当其冲受到德国先锋部队的进攻。当葡萄牙军队开始撤出阵地并跨过第51师阵地时，由于视野不佳，葡萄牙军队被误认为是德军，第51师向他们开火，造成多人伤亡。实力不足的第51师也被尾随而来的德军击退，但最终随着德军攻势的减弱，51师得以保全阵地。该师的残部在春季战役中幸存下来，并在1918年8月之后的黑格盟军攻势中得到及时的兵员补充，随着战争于1918年11月11日结束，第51师也成功完成了其作战目标。 

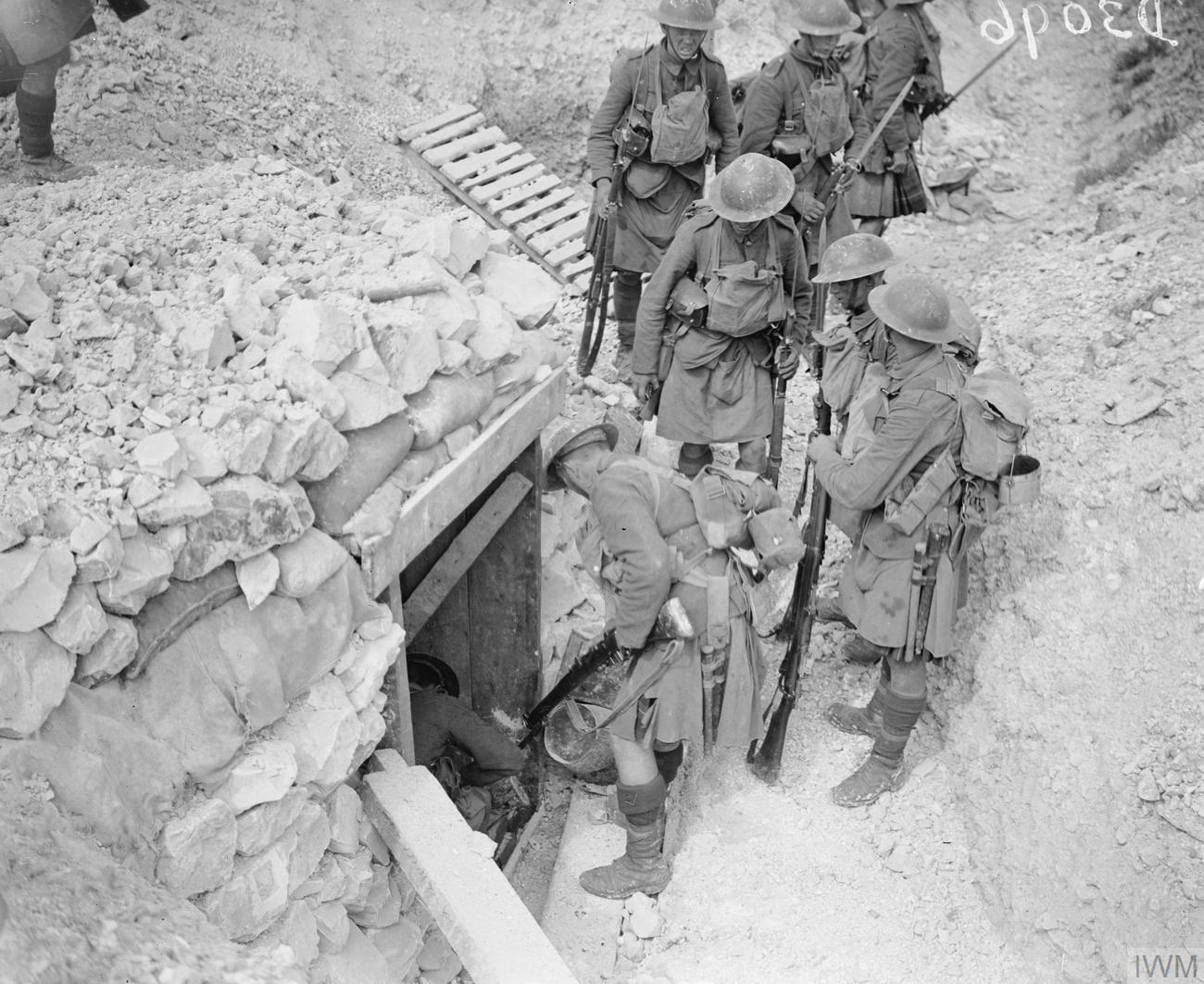
斯卡普之战。第51师攻占格陵兰山。1918年8月29日，军队向德军战壕中的一个坑道开火，以驱赶剩余的德国人。

## 两次大战中间期
第一次世界大战结束时，后备部队被解散。 1921年，原后备部队被重组为预备部队，第51高地步兵师被第二次组建。 

## 第二次世界大战

1940年后佩戴的师徽。

### 1940-法国战场
维克多·福琼少将于1937年接管该师。与当时的其他英国军队一样，第一次世界大战后的几年里，训练和装备都严重不足。1938年，张伯伦访问慕尼黑后，决定将预备军队的规模扩大一倍，至1939年春天，高地师在招募方面取得了良好进展。 
装备和战斗训练仍然是一个问题。例如：两年的正规军步兵训练被压缩成3个月；一些迫击炮部队在到达法国的靶场之前没有使用实弹的经验；布伦舰载机人员在1939年夏天才收到他们的装备，几乎没有时间进行任何操作和战术训练。 
随着纳粹德国局势的恶化和战争威胁的上升，第51高地步兵师于1939年8月24日开展总动员。为了准备在法国加入英国远征军，该师从苏格兰前往奥尔德肖特，在那里接受了最后的战斗训练并领取装备。到1939年9月16日，所有部队都已抵达奥尔德肖特。这些人被要求穿着当时标准的英国陆军战斗服。由于陆军部认为苏格兰短裙不适合现代机械化战争，并且在发生毒气袭击时不能提供保护。因此，这些人必须在启程前往法国之前交出他们的苏格兰短裙。 
1940年1月中旬，该师从南安普敦出发，在法国勒阿弗尔港下船。  1月28日该师被编入英国远征军（BEF）的第一军团，接受陆军中将迈克尔·巴克的指挥。巴克麾下还包括第1和第2步兵师，这两个师都是正规军编队。 
2月和3月，第51师根据英国远征军的政策进行了重组。该师的一些单位被正规军编队所取代。这样做的目的是对缺乏战斗经验的部队进行增强，使其具备和正规军一样的战斗力。一个典型的例子就是皇家炮兵第23野战团，一个正规军单位，取代了第76（高地）野战团。1940年4月22日，第51师脱离英国远征军的编制，被编入法国第三集团军。该师驻扎在马其诺防线的Ouvrage Hackenberg堡垒前。 

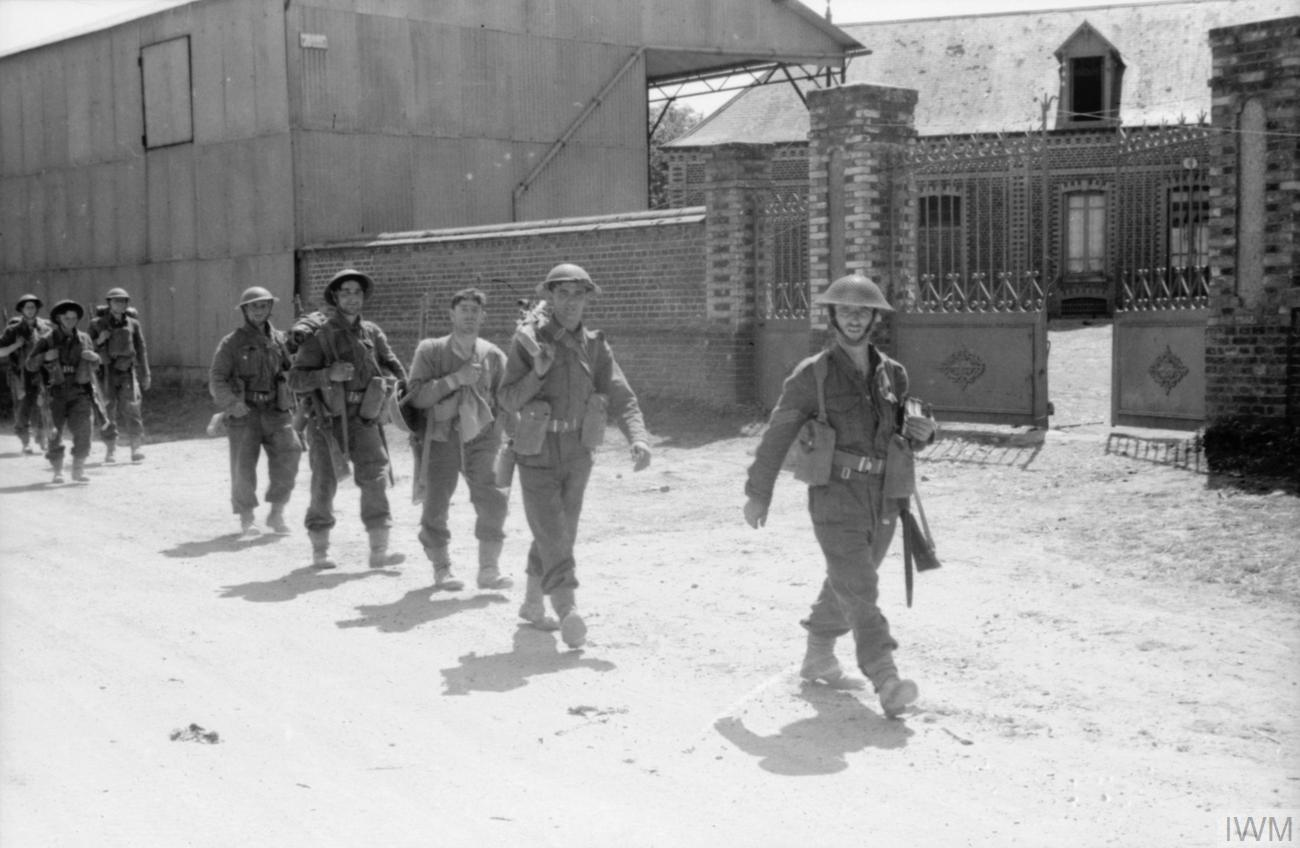
1940年6月8日，第7阿盖尔和萨瑟兰高地人营在法国米勒博斯克行军。

随着德国于1940年5月10日入侵法国和低地国家，英国远征军进军比利时以阻击前进的德国军队。驻扎在马其诺防线南部的第51师不是参与比利时战役的部队的一部分，因此没有参与敦刻尔克大撤退。作为对德国前进的回应，第51师向后方撤退以形成沿索姆河的防线，在那里它附属于法国第10集团军。随着大量盟军在敦刻尔克撤离欧洲大陆，德军将注意力转向南方。 
6月5日，德军开始了第二次攻势。第51师的任务是坚守比预期长四倍的防线。 6月5日至6日期间第51师在德军的猛烈攻势下遭受了重大损失，特别是在第7阿盖尔和萨瑟兰高地人营中。 第7营的减员是他们历史上遭受的最严重的损失。 第154旅的其他营被包围，残部被迫向西撤退。 
与此同时，第152旅和第153旅以及法国第9军，在马塞尔·伊勒中将的领导下，继续与德军作战。随着他们和盟军的主要部队的联系被切断，剩余部队不得不向勒阿弗尔撤退，以便通过海运撤离。第 154旅被分拆为“方舟部队”，其任务是与勒阿弗尔保持开放的联系。随着部队向海岸撤退，德军率先抵达了圣瓦莱里昂考附近的海岸地区，切断了向勒阿弗尔的撤退路线。法国和英国军队被迫撤回圣瓦列里昂考。 
陡峭的悬崖俯瞰着小海港，德国人建立起了防线来阻止英法军队任何撤退的企图。第51师的指挥官福琼将军意识到他们最后的机会是趁夜色乘船逃离，朴茨茅斯总司令威廉·詹姆斯海军上将随即为疏散集结了船只，但白天疏散是不可能的，黑夜的大雾意味着船只无法沟通，也无法进行协调。  6月12日上午，法军投降，30分钟后英军投降。福琼少将是在战争中被俘的英国高阶军官之一。 
战争结束后，福琼将军被乔治六世国王封为爵士，以表彰他在被囚禁期间为促进其部下的生活条件所做的工作：尽管健康状况不佳，但他拒绝遣返。 从英国的角度来看，第51高地步兵师的失败是法国战役期间盟军抵抗的结束。 
第51高地步兵师的10,000多名成员在圣瓦列里被俘。 他们沿着德国人向他们前进的路线经由比利时向德国前进。军官与士兵被分开，他们中的大多数人最初的目的地是托伦的斯塔拉格战俘营。在前往战俘营的路上，有部分士兵躲过了德军看守的追捕，成功脱逃。在1941年6月底之前返回英国的290名英国陆军被俘人员中，有134名是第51高地步兵师的成员。 
随着其他战俘营的投入使用，很大一部分战俘被转移–大多数被转移至马尔堡的Stalag XX-B和Lambinowice的Stalag 344 ，但在许多其他营地中也有少量该师士兵。  
2010年6月12日，第 51高地步兵师的退伍军人参加了在 Saint-Valéry-en-Caux 举行的战斗70周年纪念仪式。 

### 重建
1940年8月，第9高地步兵师被重新组建为第51高地步兵师。作为其中的一部分，第26和第27步兵旅被重新指定为第152和第153步兵旅。第28步兵旅与兵员严重不足的第154步兵旅合并。 

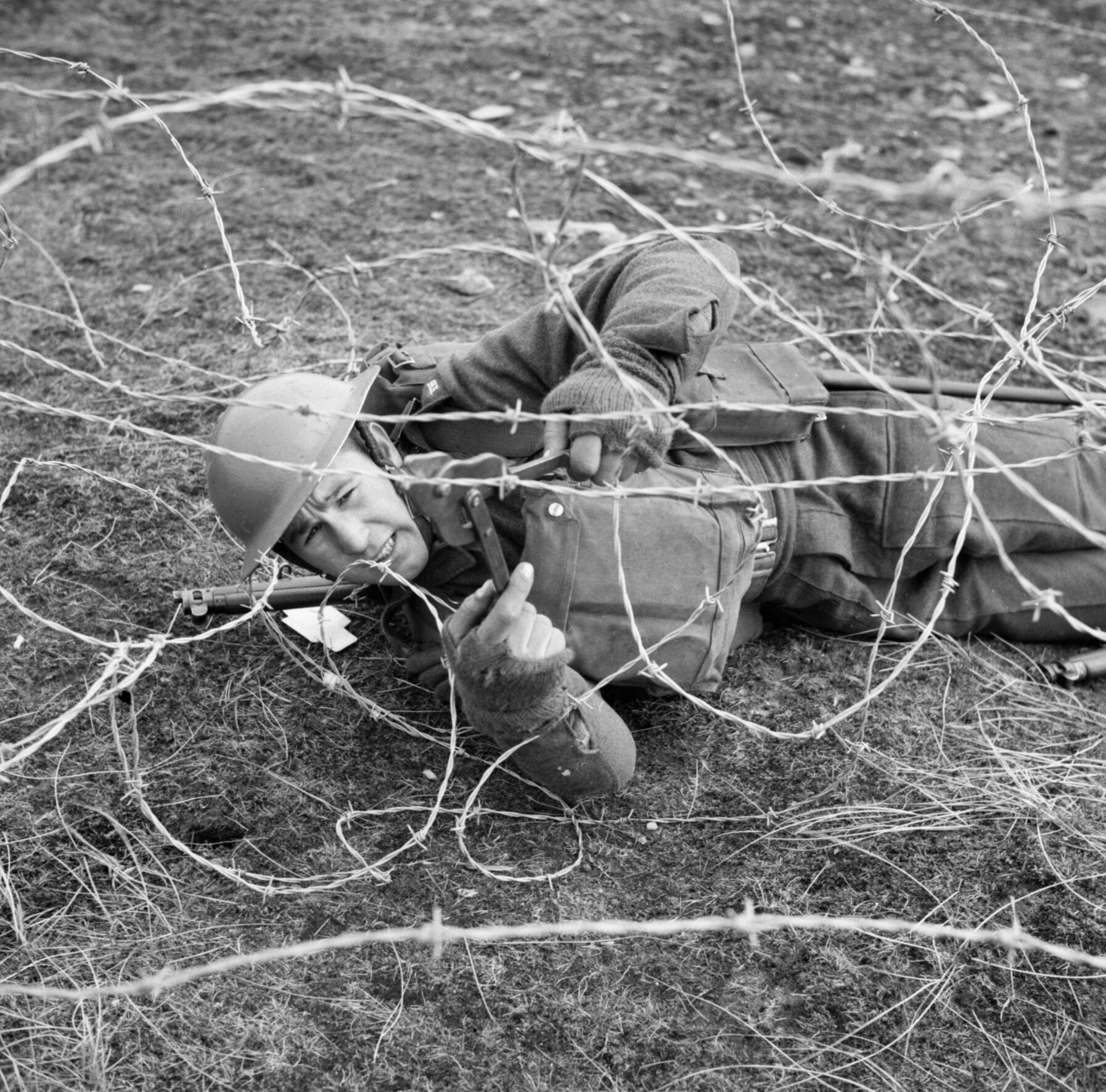
第7营的一名士兵在设得兰群岛进行战斗训练，1941年4月20日。

该师恢复番号后的第一任总指挥官（GOC）是艾伦·坎宁安少将，他于1940年10月被派往中东战场。他对岗位被尼尔·里奇少将接替。随后该师在英格兰南部海岸和苏格兰东北海岸进行了近两年的防御和战斗训练，以抵御潜在的德国入侵，但入侵从未到来。  
1941年6月，里奇少将被派往中东，由道格拉斯温伯利少将接任指挥官（温伯利少将在第一次世界大战期间曾在原第51高地师服役，最近指挥了第152旅）。 1942年6月，该师奉命进行战前总动员。 

### 地中海和中东

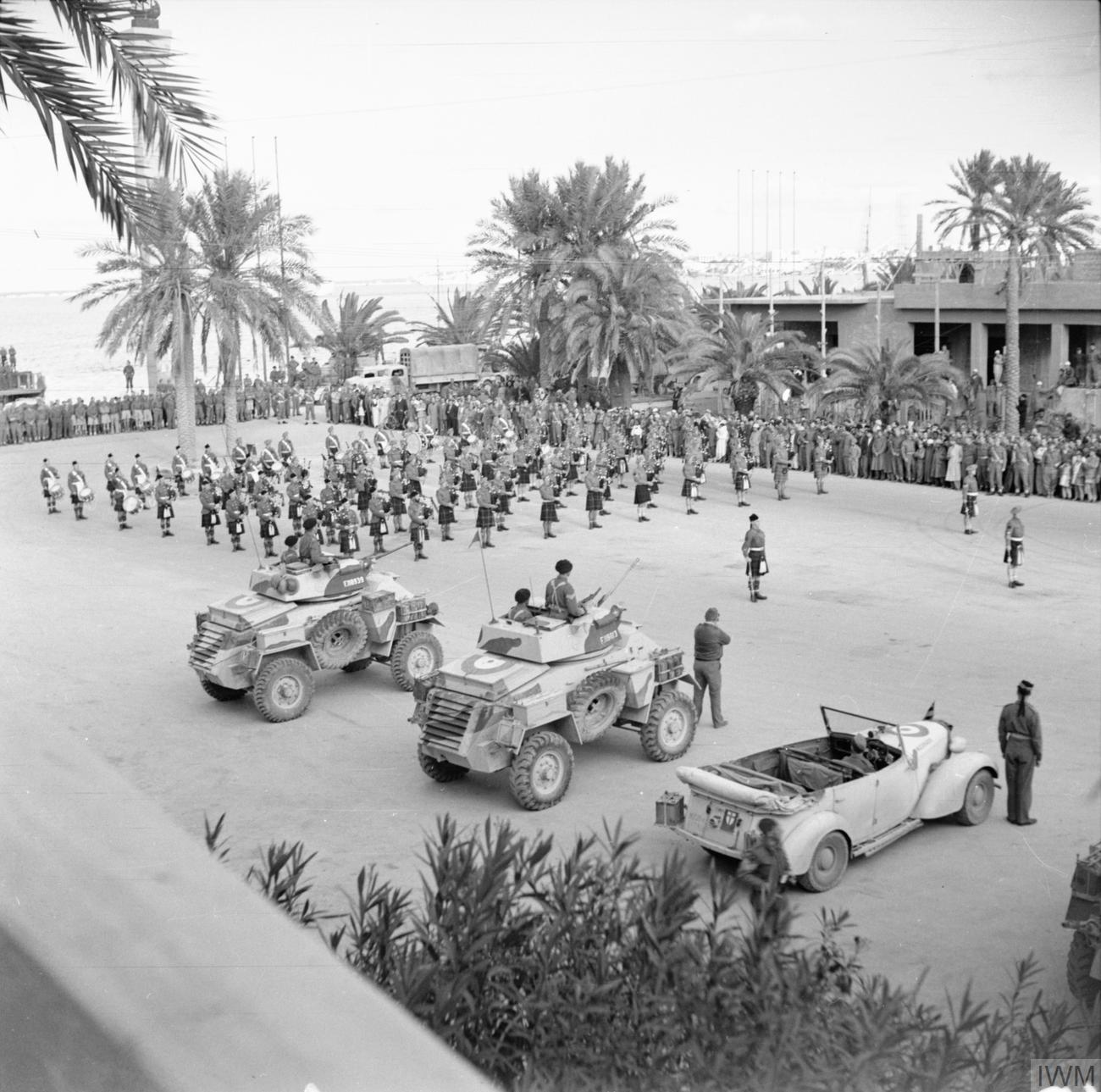
1943年1月28日，蒙哥马利将军检阅期间，第51高地师的乐队在的黎波里的主广场上演奏。前景中可以看到两辆Humber Mk III装甲车。

第51高地步兵师于1942年8月抵达北非，在第二次阿拉曼战役（10 月至 11 月）中进行了第一次战斗，但遭受了约2,000人的伤亡。

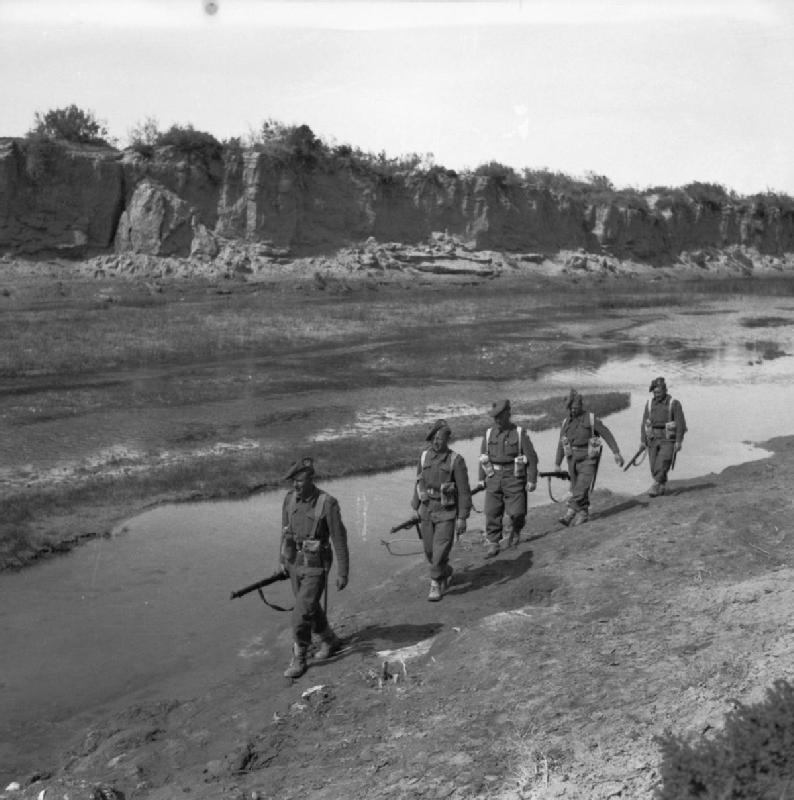
1943年3月10日，突尼斯瓦迪泽萨尔 (Wadi Zessar) 第 5/7营的戈登高地人(Gordon Highlanders) 士兵在巡逻。

随后，该师参与了突尼斯战役的许多战斗，包括1943年4月上旬的瓦迪阿卡里特战役，并参加了对深雷区守卫的据点的正面攻击，在那里它位于战线的最右侧。阿盖尔和萨瑟兰高地第7营的指挥官洛恩麦克雷恩坎贝尔中校因其在战斗中展现的领导能力而被授予维多利亚十字勋章。北非战争于1943年5月13日结束，将近250,000 名轴心国士兵作为战俘(POW) 投降。在北非的整个战斗中，该师在伯纳德·蒙哥马利将军的指挥下服役于英国第八集团军。 
后来第51师撤往后方休整，以恢复在北非遭受的人力和物资的损失。 7月，该师参加了盟军对西西里岛的入侵，代号赫斯基行动，在为期38天的短暂战役中该师的伤亡相对较小。在8月初的战役即将结束时，该师撤出战斗并成为盟军入侵意大利的预备队。尽管第 51师作为一个整体没有参与入侵，但该师的一些火炮帮助支持了贝敦行动，即第8集团军穿越墨西拿海峡到达雷焦卡拉布里亚的一系列突击行动。 

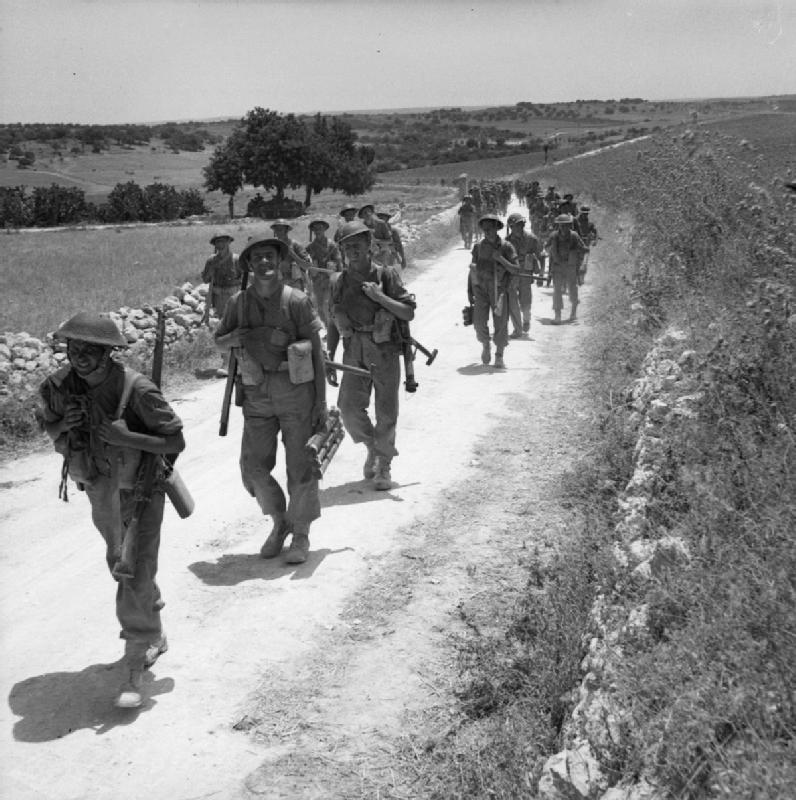
1943年7月11日，西弗斯高地人第2营的士兵沿着西西里岛诺托附近的一条公路前进。

该部队随后被第八军召回，回到了英国，在蒙哥马利的安排下，与第7装甲和第50（诺森伯兰郡）步兵师，一起进行西线战斗的准备。蒙哥马利评论道“在我在第二次世界大战期间指挥的许多精锐师中，没有一个比高地师更精” 和后来“这是大英帝国军队中唯一一个步兵师在从阿拉曼到柏林的整个长征途中一直陪伴着我。” 
当一群第51师伤员从北非医院返回西西里岛重新加入该师时，他们被分散并被安排到不同的单位和编队，主要是在萨勒诺战役中伤亡惨重的英国第46步兵师，与第51师或其组成团完全无关。该师的一些士兵认为这是不合理的指挥，并拒绝服从这些命令，最终造成了萨勒诺兵变。叛乱者被分配到各个单位，而罪魁祸首则被判处死刑（后来减刑并最终撤销）。 

### 诺曼底战役

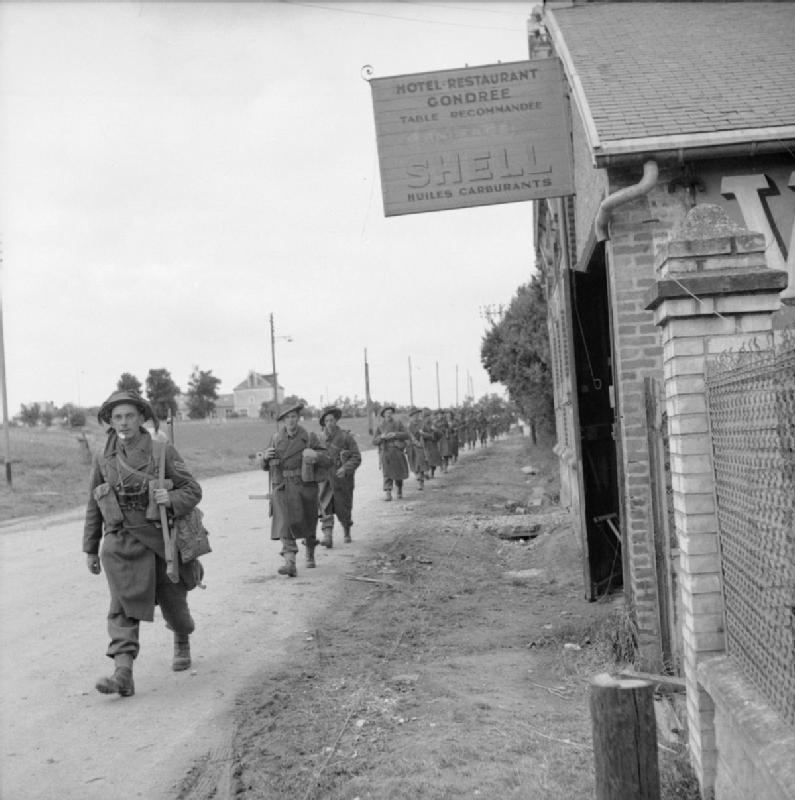
1944年6月7日，抵达法国诺曼底后不久，戈登高地人第 1 营的士兵们在卡昂运河上向贝努维尔前进。

1944年6月7日，也就是D日之后的第二天，第51师的主力部队登陆欧洲大陆，作为英国第一军的一部分参与霸王行动。在约翰·克罗克中将的领导下，该师被派往奥恩河，并在其桥头堡花了两个月时间支援第6空降师。在此期间该师在布雷维尔（6 月 11 日至 12 日）和科隆贝尔（7 月 11 日）等地进行了许多艰难的行动。 
总的来说，第51高地步兵师在诺曼底的表现令人失望， 特别是蒙哥马利将军，现在是诺曼底盟军陆军总司令(C-in-C)，他在一封给陆军元帅艾伦布鲁克爵士，帝国总参谋长（CIGS，英国陆军的专业负责人）的电报中写到，该师“未能完成它所赋予的每一项任务”。 这导致其指挥官查尔斯·布伦-史密斯(Charles Bullen-Smith) 中将被替换。他的继任者是汤姆·雷尼少将，他曾在法国、北非和西西里岛的部队中服役，然后被提升为英国第3步兵师的指挥官，负责诺曼底登陆。 
1944年8月1日，该师与英国第一军的一部分一同并入加拿大第一军。在推进到利雪之前，该师在总计行动中与加拿大人并肩作战。然后它继续向东越过塞纳河，按照蒙哥马利将军的命令前往圣瓦莱里昂考，该师于1940年6月投降的地方。
1944年9月，第51高地步兵师参加了阿斯托尼亚行动，抢占了法国勒阿弗尔

### 诺曼底之后

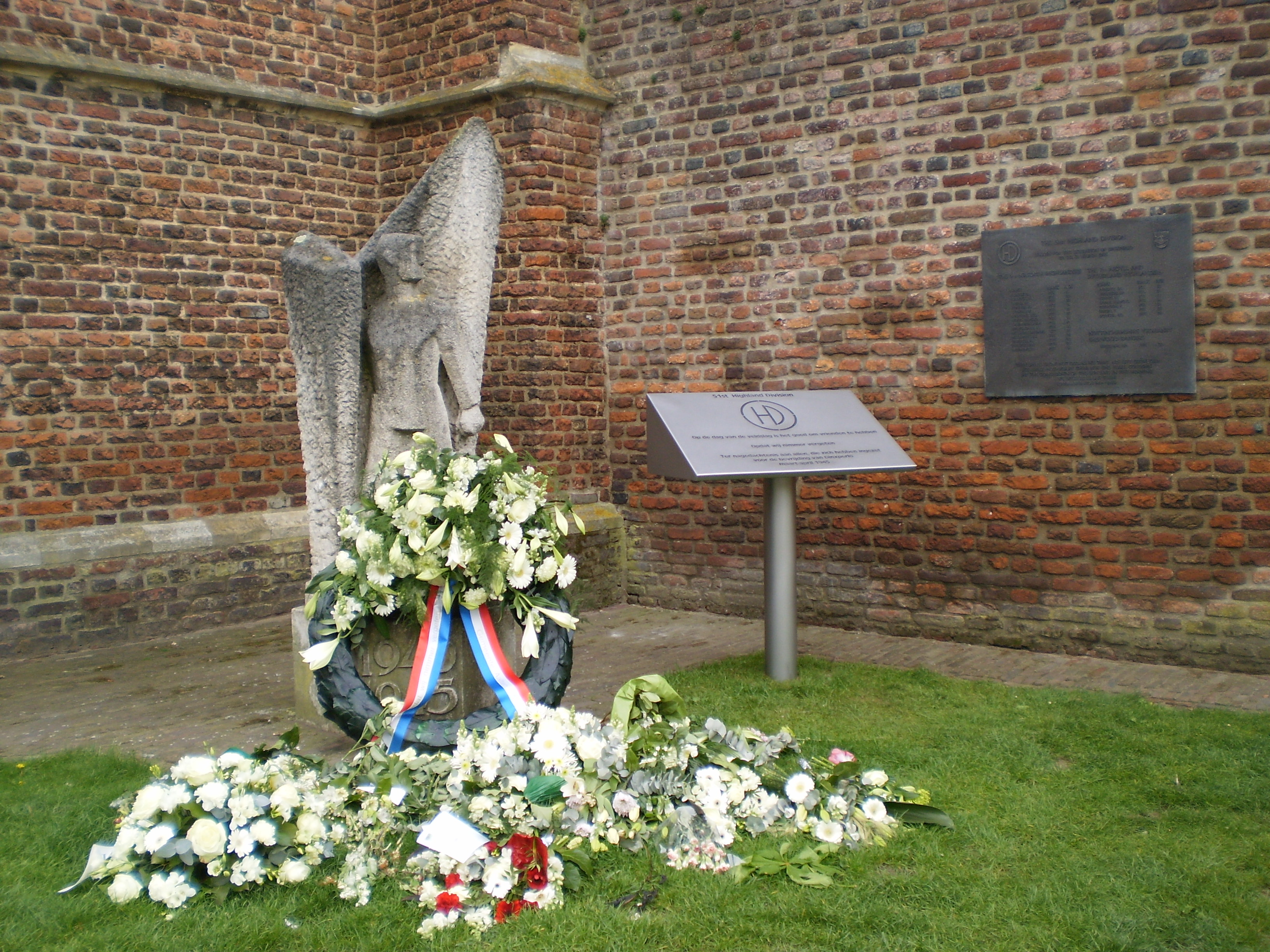
荷兰Dinxperlo村的纪念碑，纪念第51高地步兵师在二战中将该村解放。

在占领勒阿弗尔镇后，该师于1944年10月参加了野鸡行动，最终在突出部战役期间被编入预备队驻守默兹河。在战斗的早期阶段，它没有参与激烈的战斗，并被部署为防止德国人突破防线的重要保障。 

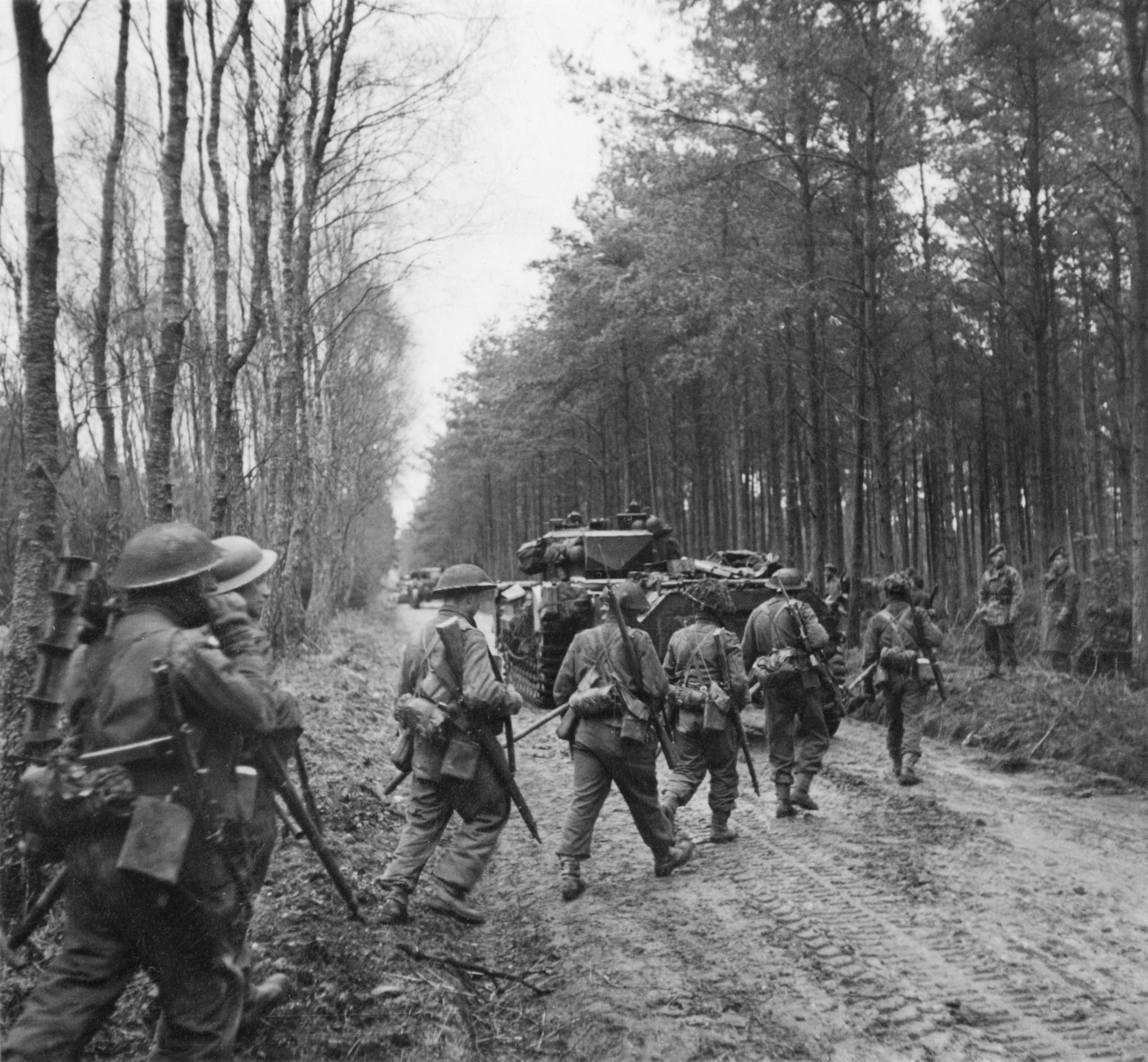
1945年2月10日，德国Reichswald森林中的第2西福斯高地人营和丘吉尔坦克。

1945年1月，该师与XXX集团军的其余部分一起切断了德国突出部的北端，并于1月14日在尼斯拉蒙特与美国第 84 步兵师会合。 在此之后，该师参与了真实行动，并对莱茵兰残余德军进行了清剿。 3月下旬，第51师参与了掠夺行动 ，穿越莱茵河，靠近里斯镇。在此期间，师长汤姆·雷尼 (Tom Rennie)少将被敌军迫击炮击毙。戈登麦克米兰少将接替了师长职务，麦克米兰是一位经验丰富且能干的指挥官，此前曾担任第 49（西骑）步兵师的师长。 
该师参加了中欧会战并结束了德国北部不来梅哈芬地区的战事。在西北欧战役期间，第51高地步兵师共遭受了19,524名的战斗伤亡。 

## 战后
1947年12月，该师与第 52（低地）步兵师合并成为第51/52苏格兰师， 但到1950年3月，51师和52师已重新拆分为独立的编队。 
从1955年12月起，该师的配员较少，仅用于国土防御。  1961年5月1日，该师与高地区合并成为第51高地师/区。 第51高地师最终于1968年解散。 

## 维多利亚十字勋章获得者

### 第一次世界大战
- 威廉·高斯林中士，皇家野战炮兵，第3韦塞克斯旅
- 乔治麦金托什二等兵，第1/6营，戈登高地人
- 亚历山大·爱德华兹中士，第1/6营，西福斯高地人
- 约翰·米克尔中士，第4营，西福斯高地人
- 威廉·戴维森·比塞特中尉，第1/6营，阿盖尔和萨瑟兰高地人

### 第二次世界大战
- Lorne MacLaine Campbell中校，第7阿盖尔和萨瑟兰高地人营